# 방천시장
방천시장은 대구 중구 대봉동에 위치한 전통시장이다.

## 개요
방천시장은 신천과 국채보상로가 만나는 수성교 옆에 자리해있다. 신천제방을 따라 개설되어 방천시장이라 불렸다. 1945년 해방 후 일본, 만주 등지에서 돌아온 이주민들이 이곳에서 장사를 시작한 것이 방천시장의 시초가 되었다고 한다. 이후 1960년대 방천시장은 싸전과 떡전으로 유명세를 탔고, 한때는 점포 수 1,000개가 넘는 대구의 대표 재래시장 중 하나였다. 그러나 도심공동화와 대형마트, 주변 백화점등에 밀려 점점 쇠락해 가던 중 2009년부터 ‘별의별 별시장 프로젝트’. ‘문전성시 프로젝트’등을 통해 다시 한 번 중흥을 맞이하고 있다.